# Плака (крепость)
Плака (также Карабах-бурун) — руины укрепления XIII века, находящиеся на мысе Плака, на Южном берегу Крыма в посёлке Утёс Большой Алушты. Решением Крымского облисполкома № 16 от 15 января 1980 года (учётный № 176) «укрепление на мысе Плака» XIII—XV века объявлено историческим памятником регионального значения. В настоящее время остатки укрепления на местности почти не прослеживаются.

## Описание
Укрепление располагалось на вершине небольшого лакколита с обрывистым южным, восточным и западным склонами; с доступной северной стороны в XIII веке была возведена крепостная стена из бута на известковом растворе. Крепость имела две линии обороны: одна отгораживала северный участок скалы, другая — вершину мыса, которую историки считают цитаделью. Размер укреплённой территории примерно 155 на 50 м, площадью 0,85 гектара, из которых на цитадель приходится 0,28 гектара. Защищённая часть мыса была плотно застроена домами, крытыми черепицей, а под крепостью, на территории современного парка имения Гагариной, располагалось поселение, будущий Кучук-Ламбат. Укрепление возникло в XIII веке — это, как и строительство многих других укреплений в тот период, историки связывают с татаро-монгольскими вторжениями в Крым (начиная с 1223 года), сельджукской экспансией и переходом горного Крыма в зону влияния Трапезундской империи. Укрепление погибло в пожаре во второй половине XIII века и более не восстанавливалось. Ранее существовала версия, что в XIV—XV веке замок мог входить в капитанство Готия генуэзских владений и существовал до завоевания Крыма османскими войсками в 1475 году. Современные исследования говорят о том, что укрепление было разрушено в последней четверти XIII века и более не восстанавливалось. По отдельным находкам керамики в парке и ни застроенной территории предполагается существование поселения с первых веков нашей эры, но для подтверждения или опровержения этого необходимы раскопки, которые в существующих условиях пока невозможны. Имеется лишь сообщение о находке в размывах на берегу капители храма VI—VII века.